# Масидо, Мухаммаду
Масидо, Мухаммаду(англ. Muhammadu Maccido; 20 апреля 1928 года, Данге — 29 октября 2006 года Абуджа) — нигерийский духовный лидер, 19-й султан Сокото из дома дан Фодио.

## Биография
Родился Мухаммаду Масидо 20 апреля 1928 года в городе Данге. Ко времени его рождения его отец Сиддик Абубакар ещё не был султаном Сокото, он был провозглашен султаном в 1938 году. Мухаммаду был старшим сыном султана, он помогал своему отцу в течение всего пятидесятилетнего правления Абубакара III. Мухаммаду Масидо был очень популярен среди жителей Сокото и когда в 1988 году умер его отец, на выборах нового султана он считался главным претендентом. Однако глава военного правительства Нигерии Ибрагим Бабангида назначил султаном своего ставленника Хаджи Ибрахима Дасуки, что привело к массовым протестам на севере Нигерии. 20 апреля 1996 года Ибрахим Дасуки был низложен нигерийским военным диктатором Сани Абача. 21 апреля 1996 года Мухаммаду Масидо стал султаном Сокото. Во время своего десятилетнего правления Мухаммаду пытался устранить противоречия в мусульманской общине Северной Нигерии, улучшить связи с другими мусульманскими общинами, и снизить межэтническое напряженности в стране. 29 октября 2006 года Мухаммаду Масидо погиб в авиакатастрофе.